# Ojrati
Ojrati (mongolsky Ойрад) jsou příslušníci západomongolských kmenů a lze je definovat do dvou kategorií:
- v užším významu jde o některé kočovné mongolské kmeny žijící v dnešní severozápadní Číně (v historických oblastech Džungarie a Amdo) a na západě Mongolska
- v širším významu jde o příbuzné mongolské kmeny, které jsou původem z oblasti mezi Balchašem a Bajkalem; tedy sem patří jak výše uvedené mongolské kmeny, tak evropští Kalmyci žijící v Kalmycké republice ve stepi západně od Kaspického moře

## Historie

### Raná historie
Ve 3. a 4. století probíhalo ve východní Asii velké stěhování národů, které začalo migrací jižních Hunů. Poté, co se území kočovných kmenů stabilizovalo, zde začali vznikat předchůdci dnešních etnik. Jsou známi pod jmény Tataři, Kitani a Ši-vej, první zmínka o nichž pochází z období dynastie Suej (581-618). Je zaznamenáno okolo 20 kmenů Ši-vej, mezi nimi Mengu - Ši-vej, který sídlil u horního Amuru a patřil k tzv. lesním národům. V oblasti východní Gobi se později sjednotilo několik turkických kmenů a v letech 745 až 840 vládlo v Ujgurském chanátu, který si podmanil i některé další sousední turkické a mongolské kmeny. Ovšem rozlišení turkických a mongolských kmenů v oné době je tak nejasné, že je nelze s jistotou definovat. V té době Mongolové sami sebe nazývali Tatary a jejich dnešní pojmenování, patrně odvozeninu jména Mengu, se zobecnilo až za Čingischána. Poté, co Kyrgyzové chanát zničili, část kmenů Ši-vej přesídlila k Bajkalu a hornímu toku Jeniseje.

### Mongolská říše
Na Sibiři v oblasti Bajkalu kmeny sídlily několik staletí, z letopisů jsou známy jako Merkité, Burjaté, Bargové, Ojraté a další. Jména Burjat a Ojrat se v pramenech často vyskytují společně, a to i ve spojení Burjat-Ojrat. Neexistují zmínky, že by tyto kmeny byly zataženy do válek mezi Kitany, kteří založili dynastii Liao, a dynastií Tchang. Ovšem na přelomu 12. a 13. století si mongolské kmeny přisvojily značnou část Pobajkalí, povodí Selengy, údolí Angary a horní Leny. Přitom Ojraté tvořili mezi kmeny většinu a Burjati menšinu.
Ještě před vznikem Mongolské říše se Ojraté spojili do kmenového svazu Dörben Oirat (čtyři Ojraté). Nepanuje shoda, které čtyři kmeny tento svaz původně vytvořily. Běžný je názor, že šlo o Chošúdy, Čorosy, Torguty a Dörvöty, jindy se tvrdí, že kmenů bylo více a že se spojily čtyři předchozí kmenové svazy. Hlavní obživou Ojratů byl lov a rybolov v tajze, tím se lesní národy lišily od stepních národů, ovšem hranice mezi nimi není přesně definována. V r. 1207 se Ojraté podrobili Čingischánovi a zaujali přední postavení v jeho říši. V následujícím období je jejich historie úzce spjata se vzestupem Mongolské říše a mongolské dynastie v Číně.

### Čtyři Ojraté
Po pádu mongolské dynastie v r. 1368 během zhruba čtyřsetletého boje o nadvládu ve vnitřním a vnějším Mongolsku zůstali Ojraté nepřáteli východních Mongolů (Chalchů), dynastie Ming a následné mandžuské dynastie a považovali se za dědice Čingischána. Kmenový svaz Čtyři Ojraté zůstal zachován a přimkl k sobě i některé menší kmeny (např. Chojty), které kočovaly na stejném území mezi Balchašem a Bajkalem. Svaz se postupem doby stával neformálním, roztříštěným a nestabilním. V první polovině 15. století si Čorosové na krátký čas podmanili východní Mongolsko ovšem ve druhé polovině 15. století po dvacetiletých bojích získali Chalchové nad Ojraty nadvládu. V r. 1543 byl konflikt vyřešen tím, že se Ojraté přesídlili na severozápad Mongolska, a když znovu napadali Chalchy, byli vytlačováni z Karakoramu ještě více na severozápad, až do stepí podél Obu a Irtyše.
V tomto období stáli v čele kmenového svazu následující vládci:
Mongke Temur (~ 1368–1390)
Orug Timur (Gujlinči) (~ 1399)
Batula (1399–1408)
Toghan Temur (1408–1438)
Esen-tajši (1438–1454)
Amasandž (1454–1455)
Uš-Timur (Iš-Timur) (1455–1469)
Chišig
Archán

### Rozpad původních struktur
Na začátku 17. století byli Ojraté vytlačeni až do dnešního východního Kazachstánu. Torguti se usídlili podél severních přítoků Irtyše, Išimu a Tobolu, a stali se tak nejzápadnějším mongolským kmenem. Západně od nich žili Kazaši, kteří bránili Torgutům vysílat obchodní karavany do muslimských měst Syrdarji. V důsledku toho začali Torguté obchodovat s carskými stanicemi, nově postavenými s cílem podchytit obchod s Asií.
Na druhé straně Chošúdi byli nejvýchodnějším ojratským kmenem, usídleným u jezera Zajsan a podél dolního toku Irtyše. Sousedili s Chalchy, kteří jim nedovolovali obchodovat v čínských pohraničních městech. Chošúdi jako první konvertovali k buddhistické škole Gelugpa.

### Migrace v 17. století
Mezi výše uvedenými dvěma kmeny byli uzavřeni Čorosové, Dörvöti a Chojtové, společně nazýváni Džúngaři, kteří pod vedením Čorosů přebudovávali svoji moc. Pod vedením kmenového náčelníka Chara Chuly se jim podařilo jim zastavit expanzi Chalchů a poblíž dnešního Čugčaku si vybudovali hlavní město Kubak-sari. Bylo podporováno hospodářství, obchod a diplomacie. Sjednocení a upevňování centrální moci způsobilo stěhování svobodomyslných a sebevědomých dörvötských kmenů na západ k Torgutům a dále do povodí Volhy. Zde se usídlili, přijali jméno Kalmykové a založili Kalmycký chanát. Část Chošúdů migrovala jižním směrem na tibetskou planinu, kde vytvořili Chošúdský chanát, který ze severu chránil Tibet (a školu Gelugpa).

### Džúngarský chanát

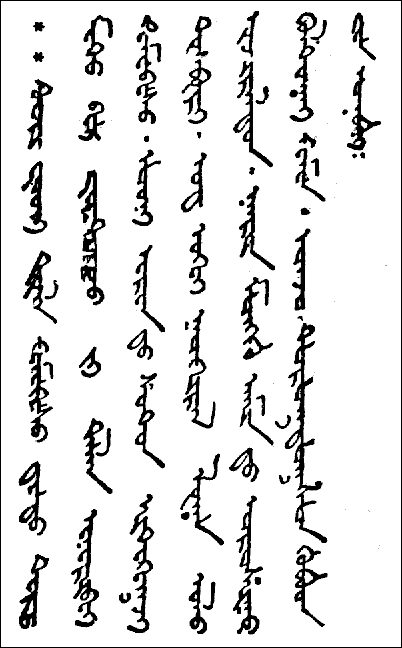
Fragment překladu Nového zákona napsaný písmem todo bičig

Kmeny, které zůstaly, vytvořily pod vládou Chara chuly Džúngarský chanát. Džúngaři byli ohrožováni především Kazachy, kteří ve 20. letech 17. století získali pod svou kontrolu část původního ojratského území. Trvalé byly konflikty s ruskými Kozáky, přicházejícími od severu. Chara Chula podporoval drobný průmysl, zejména železářství, aby se mohl vyzbrojit modernějšími zbraněmi. Jeho potomkům se do poloviny století se podařilo získat zpět ztracená území a potom pokračovali v expanzi. Kolem roku 1680 obsadili Tarimskou pánev a koncem 17. století postupovali střední Asií a vytlačovali Kazachy a Kyrgyzy na západ, přičemž dobyli Taškent. Útočili také v oblasti Altaje a vůči Kazachům i Kyrgyzům postupovali velmi krutě, což se odráží v kyrgyzském eposu Manas. Ve stejné době se Ojrati dostali do konfliktu s Chalchy, jejichž chanát rozvrátili. V důsledku toho se zbylí Chalchové podrobili mandžuské dynastii a v následném prvním konfliktu s Čínou, kterou nárůst džúngarské moci znepokojoval, jí pomohli k drtivému vítězství v bitvě u řeky Túl gol. Další konflikt se odehrál na půdě Tibetu, kde se zúčastnili náboženské války na straně hnutí Gelugpa. Číňané intervenovali zprvu neúspěšně, ale r. 1720 Džúngary z Tibetu vytlačili. Následně byli Džúngaři vytlačeni z dobytých území Kazachy, kteří se mstili za dřívější ojratská tažení. V oslabeném chanátu propukly koncem 40. let spory o následnictví, čehož využila Čína a v krátké válce Džúngarský chanát rozdrtila (1757).

### Čínská nadvláda
Po válce nastal rozsáhlý rozvrat spojený s nemocemi a vyhlazováním Džúngarů. Odhaduje se, že z 600 tisíc jich 20 % uprchlo do Ruska a Kazachstánu, 40 % podlehlo epidemii neštovic a 30 % bylo vyhlazeno čínskou armádou. Do vylidněných oblastí pozval čínský císař obyvatele jiných provincií, ale i Kalmyky, jejichž část (asi 70 000) se v r. 1771 navrátila z Ruska.
V r. 2006 požádal kalmycký prezident Kirsan Ilumžinov, aby se 10 000 Ojratů přestěhovalo do Kalmycka.

## Jazyk
Ojraté hovoří ojratsky, což je jazyk prakticky totožný s kalmyčtinou. Ojratština patří k mongolské větvi altajské jazykové rodiny. Na její vývoj měly určitý vliv turkické, ugrické a tunguzské jazyky.

## Písmo
První ojratské písemnosti byly napsány písmem todo bičig (jasné písmo), které vytvořil v 17. století mnich Zaja Pandita na základě staromongolského písma. Písmo se mezi Ojraty značně rozšířilo a používají ho dodnes. V Kalmycku se používá cyrilice.